# Podhale Nowy Targ

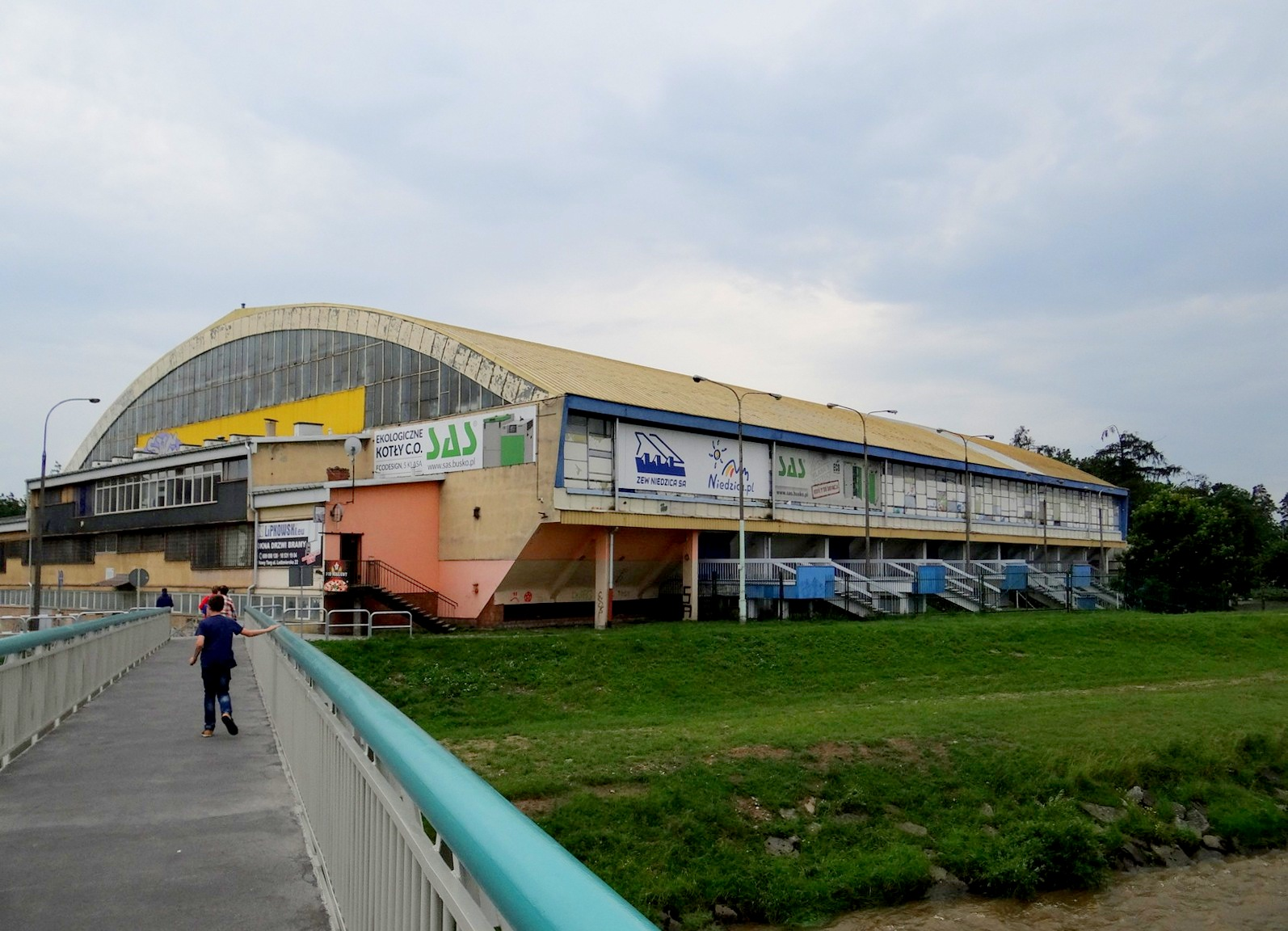
Miejska Hala Lodowa w Nowym Targu

Klub Hokejowy Podhale Nowy Targ S. A. – polski klub hokejowy z siedzibą w Nowym Targu.
Najbardziej utytułowany klub hokejowy w Polsce, 19-krotny Mistrz Polski, dwukrotny zdobywca Pucharu Polski, zwycięzca rozgrywek Interligi.

## Informacje ogólne
- Data założenia: 26 listopada 1932 jako Towarzystwo Sportowe Podhale Nowy Targ
- Barwy: żółto-niebiesko-czerwone
- Przydomki klubu: "Szarotki", "Górale",
- Adres klubu: ul. Parkowa 14, 34-400 Nowy Targ

Miejska Hala Lodowa
- Nazwa: Miejska Hala Lodowa
- Adres: ul. Parkowa 14, 34-400 Nowy Targ
- Pojemność: 3 500 miejsc
- Wymiary tafli lodowiska: 60 m x 30 m

## Historia
- 1932 – Powstanie TS i KS Podhale Nowy Targ
- 1933 - Pierwszy oficjalny mecz sekcji piłkarskiej z klubem Makkabi
- 1943/44 - Pierwszy oficjalny mecz hokeistów Podhala z krakowską Olszą
- 1948 – Zgłoszenie klubu do rozgrywek klasy A Krakowskiego Okręgowego Związku Hokeja na Lodzie
- 1950 – Zmiana nazwy na "Spójnia Nowy Targ"
- 1952 – Otwarcie nowego lodowiska
- 1954 – Zmiana nazwy na "Sparta Nowy Targ"
- 1955 – Ponowna zmiana nazwy na "Podhale Nowy Targ"; start w pierwszym sezonie I ligi polskiej
- 1958 – Pierwszy medal mistrzostw Polski (brązowy)
- 1961 – Otwarcie sztucznego lodowiska
- 1966 – Pierwsze mistrzostwo Polski
- 1969 – Drugie mistrzostwo Polski
- 1971-1979 – Nieprzerwana dominacja Podhala na polskich lodowiskach[1]

- 1984 – obchody 50-lecia klubu[2]

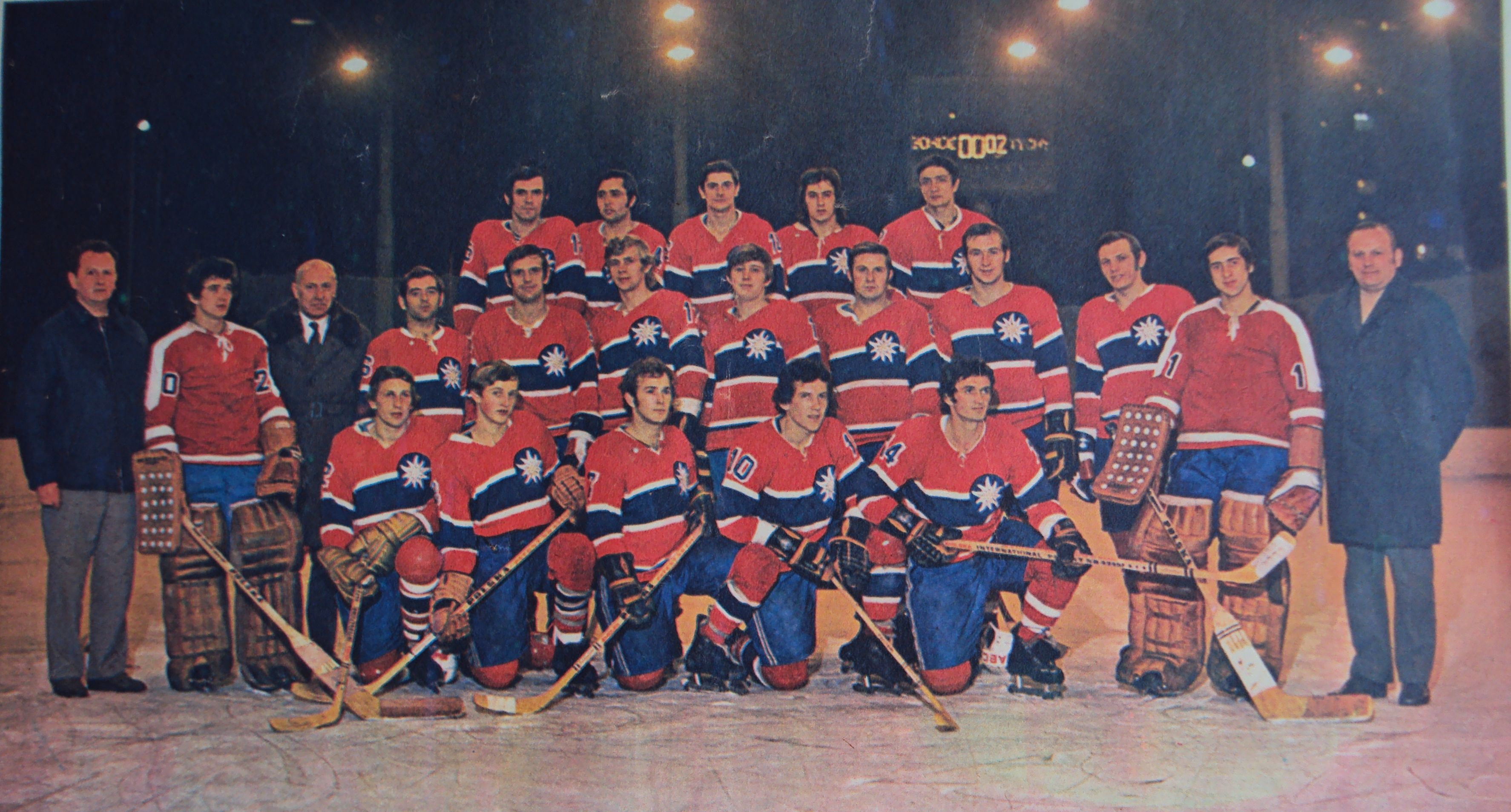
Drużyna Podhala Nowy Targ (1972)

- 1987 – Dwunaste mistrzostwo Polski
- 1993-1997 – Kolejna supremacja Podhala na polskich lodowiskach
- 1998 – sponsorem klubu zostało przedsiębiorstwo Tymbark[3]
- 2000 – Problemy finansowe klubu, w miejsce Podhala w lidze startuje MMKS Podhale Nowy Targ
- 2001 – Zaangażowanie się w nowotarski hokej firmy "Wojas", utworzenie klubu "Wojas Podhale Nowy Targ"
- 2004 – Dwa trofea zdobyte w ciągu kilku dni stycznia tego roku - mistrzostwo Interligi i Puchar Polski[4][5]
- 2007 – Mistrzostwo Polski po 10 latach bez złota
- 2010 – 19-ste Mistrzostwo Polski
- 2010 – Zawieszenie działalności SSA Wojas Podhale
- 2012 – Degradacja z ekstraklasy po 57 latach nieprzerwanych występów
- 2015 – Powołanie Spółki Akcyjnej pod nazwą: Klub Hokejowy Podhale Nowy Targ S.A.

### Podhale Nowy Targ

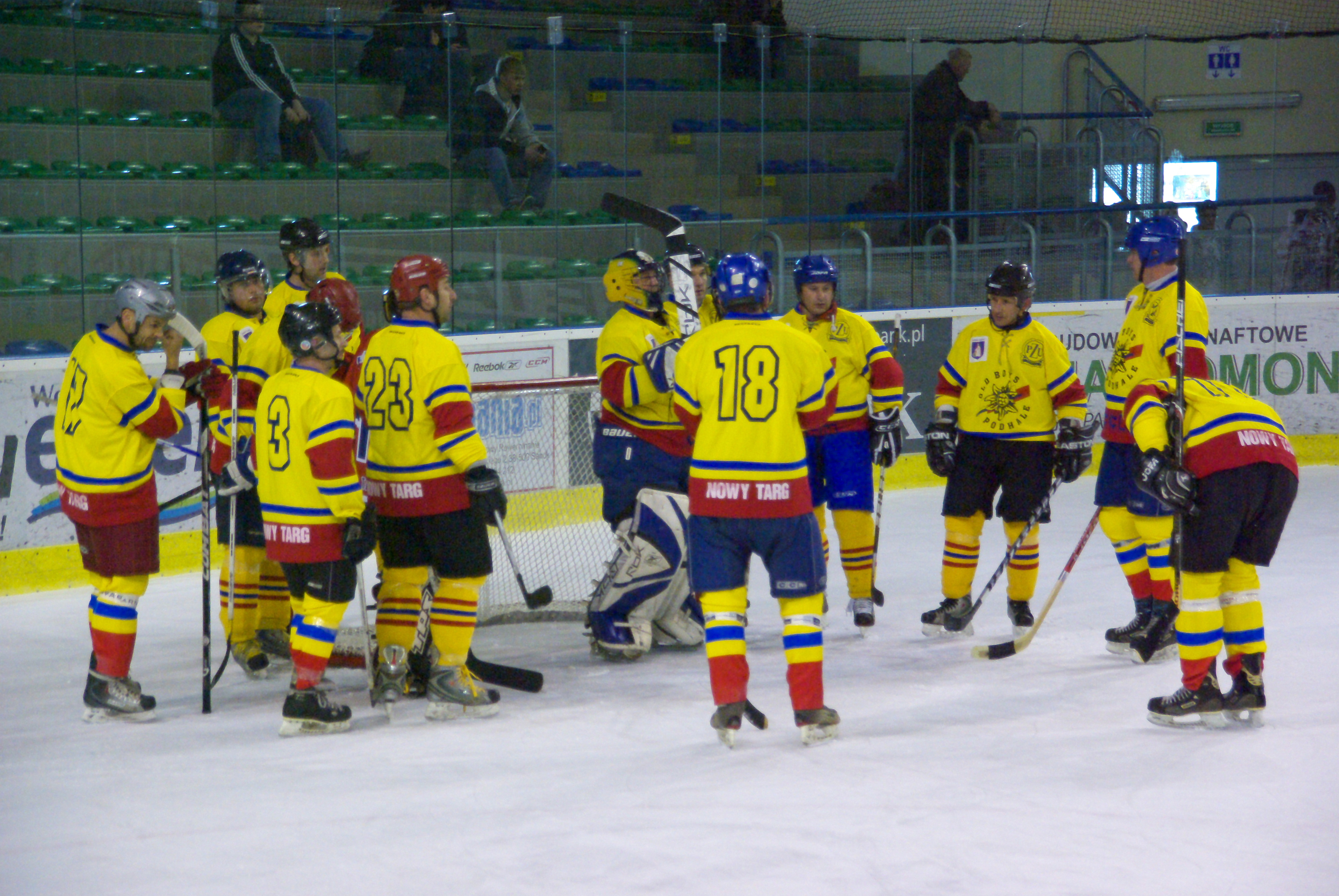
Drużyna Olboys Podhale Nowy Targ w 2012

Wielosekcyjny klub sportowy Podhale Nowy Targ został założony 26 listopada 1932. Pierwszymi sekcjami były piłkarska, lekkoatletyczna, tenisowa i narciarska. Podczas okupacji hitlerowskiej dzięki działaniom kilku piłkarzy powstała sekcja hokejowa, która zdominowała działania Klubu. Podhale ma sekcję hokeja, unihokeja i short track.
Do 2010 roku głównym sponsorem klubu był biznesmen Wiesław Wojas (właściciel firmy obuwniczej Wojas). Po rezygnacji Wiktora Pysza z funkcji trenera, od 3 listopada 2007 do kwietnia 2010 roku trenerem drużyny był słowacki szkoleniowiec Milan Jančuška, który następnie został szkoleniowcem Ciarko KH Sanok. Kapitanem zespołu w sezonie 2009/2010 (po odejściu Jarosława Różańskiego) był Rafał Sroka, który następnie zakończył karierę zawodniczą. Po zakończeniu sezonu 2009/10, w którym drużyna zdobyła 19-ste w historii Mistrzostwo Polski, zespół Wojas Podhale Nowy Targ został wycofany z rozgrywek ekstraligi Polskiej Ligi Hokejowej. Zarząd Sportowej Spółki Akcyjnej Wojas Podhale poinformował, że z dniem 6 maja 2010 roku podjął decyzję o zawieszeniu do odwołania działalności sportowej, konsekwencją czego jest niewystawienie drużyny w rozgrywkach Polskiej Ligi Hokejowej oraz Pucharu Polski w sezonie 2010/2011. Następnie spółka sportowa przekazała wszelkie prawa do udziału w rozgrywkach PLH na rzecz Miejskiego Młodzieżowego Klubu Sportowego "Podhale". Zgodnie z umowa zawartą między SSA Wojas Podhale a MMKS Nowy Targ, po zawieszeniu działalności SSA, kontynuatorem sportowym został MMKS będący dotychczas zapleczem szkoleniowym.

### MMKS Podhale Nowy Targ
Miejski Młodzieżowy Klub Sportowy (MMKS) Podhale Nowy Targ został założony w 2000. Od początku działalności klub stanowił zaplecze kadrowe Podhala Nowy Targ, występującego w ekstralidze, z którym MMKS miał podpisane porozumienie o współpracy. Zadaniem MMKS było szkolenie młodzieży w hokeju na lodzie.
W sezonach do 2010 zespół MMKS występował w I lidze bez prawa awansu do ekstraligi. Po wycofaniu klubu SSA Wojas-Podhale Nowy Targ z rozgrywek PLH po zakończeniu sezonu 2009/2010, spółka sportowa przekazała wszelkie prawa do udziału w rozgrywkach PLH na rzecz Miejskiego Młodzieżowego Klubu Sportowego "Podhale". MMKS Podhale funkcjonuje na zasadzie stowarzyszenia.
Drużyna MMKS przystąpiła do barażów o zwolnione miejsce w ekstralidze, w których zwyciężyła i uzyskała prawo występów w ekstraklasie hokejowej w sezonie 2010/2011, kontynuując tym samym hokejowe tradycje Podhala Nowy Targ w najwyższej klasie rozgrywkowej, lecz w świetle prawnym występując pod szyldem MMKS. W sezonie 2010/2011 PLH drużyna wywalczyła piąte miejsce w rozgrywkach.
Od 2011 w klubie działa także sekcja kobieca, której trenerem jest były hokeista Podhala Zbigniew Podlipni.
W sierpniu 2011 głównym sponsorem klubu został producent piwa Tatra. W sezonie ligowym 2011/2012 MMKS został zdegradowany do I ligi, co biorąc pod uwagę całą historię Podhala było wydarzeniem bez precedensu, jako że klub z Nowego Targu występował w polskiej najwyższej klasie rozgrywkowej nieprzerwanie od 1955 roku przez 57 lat. Szkoleniowcem w sezonie 2011/2012 był Jacek Szopiński, a jego asystentem Gabriel Samolej. Do kwietnia 2012 prezesem klubu był Mirosław Mrugała. Jego następcą został tymczasowo Robert Zamarlik, zaś na początku lipca 2012 jego miejsce zajęła Agata Michalska.
21 maja 2012 pierwszym trenerem został Marek Ziętara, a jego asystentem Rafał Sroka. 28 maja 2013 Szefem Wyszkolenia w klubie został Walenty Ziętara.
W listopadzie 2013, z okazji jubileuszu 80-lecia klubu przyznano 210 statuetek zasłużonym sportowcom i działaczom Podhala.
W związku z nowym regulaminem rozgrywek Polska Hokej Liga w połowie 2013 i możliwością wykupienia tzw. dzikiej karty na występy w sezonie 2013/2014, klub MMKS złożył wniosek o przyznanie miejsca w rozgrywkach, po czym w lipcu 2013 otrzymał dziką kartę, a następnie licencję. Po sezonie 2013/2014 pierwotnie z funkcji trenerów ustąpili Marek Ziętara i Rafał Sroka, po czym Marek Ziętera zmienił decyzję i związał się z klubem dwuletnim kontraktem. W maju 2014 drugim trenerem został Marek Rączka. 23 października 2014 w trakcie sezonu 2014/2015 I ligi do rozgrywek została włączona drużyna PPWSZ, stanowiąca zaplecze MMKS Podhale.
W plebiscycie „Hokejowe Orły” edycji 2014, przedstawiciele klubu zostali laureatami w kilku kategoriach, m.in. prezes Agata Michalska wygrała z kategorii Najlepszy działacz. W sezonie 2015/2016 drużyna Marka Ziętary zdobyła brązowy medal Mistrzostw Polski pokonując w walce o III miejsce STS Sanok.

### KH Podhale Nowy Targ S.A.
12 sierpnia 2015 powstała Spółka Akcyjna pod nazwą Klub Hokejowy Podhale Nowy Targ S.A., która zgodnie z wymogami została przyjęta do rozgrywek PHL 2015/2016. Zgodnie z umową sponsorską drużyna przystąpiła do rozgrywek pod nazwą TatrySki Podhale Nowy Targ. Prezesem spółki została Agata Michalska, członkiem Zarządu Maciej Jachymiak, do Rady Nadzorczej wyszły trzy osoby: przewodniczący - Jacek Niewiadomski, członkowie: Jerzy Pohrebny i Mariusz Staszel (przedstawiciel sponsorów), natomiast funkcję doradczą objęli Jolanta Bakalarz, Grzegorz Watycha i Kazimierz Wolski.
Na początku sezonu PHL 2016/2017 decyzją Wydziału Gier i Dyscypliny PZHL z 28 września 2016 trener Marek Ziętara został zdyskwalifikowany na okres jednego roku za swoje zachowanie z 16 września 2016 w Nowym Targu, gdy po meczu przeciw Cracovii miał zaatakować sędziego głównego tego spotkania, Michała Bacę. W związku z powyższym kontrakt trenera został rozwiązany przez klub z Nowego Targu. Do 4 października 2016 p.o. I trenera był nominalny asystent Marek Rączka, a 5 października 2016 głównym szkoleniowcem Podhala został były zawodnik tej drużyny, Ukrainiec Witalij Semenczenko. Został on zwolniony po 10 meczach, a jego miejsce zajął Marek Rączka. Od 1 maja 2017 pierwszym trenerem Podhala został ponownie Marek Ziętara, który w trakcie sezonu 2017/2018 złożył dymisję ze stanowiska 18 listopada 2017. Jego następcą tymczasowo został M. Rączka, a 4 grudnia 2017 nowym głównym trenerem został Łotysz Aleksandrs Beļavskis. Do drugiej połowy stycznia 2018 asystentem tego szkoleniowca pozostawał M. Rączka, a na początku lutego 2018 funkcję tę objął Andriej Parfionow. Po pierwszym meczu półfinałowym 10 marca 2018 Aleksandrs Beļavskis został odsunięty przez władze klubu od prowadzenia zespołu, a obowiązki głównego trenera przejął Andriej Parfionow.
13 czerwca 2018 jako nowy główny trener został przedstawiony fiński szkoleniowiec pochodzący z Polski, Tomasz Valtonen (równocześnie został selekcjonerem reprezentacji Polski), zaś asystentem został Fin Marko Rönkkö. 4 września 2018 prezesem zarządu w miejsce Agaty Michalskiej został Marcin Jurzec. W maju 2019 nowym głównym trenerem Podhala został ogłoszony kanadyjski szkoleniowiec pochodzenia polskiego, Phillip Barski. W połowie 2020 nowym szkoleniowcem został były zawodnik Podhala, Białorusin Andrej Husau. Asystentem szkoleniowca został pozostający w kadrze Jarosław Różański.
Przed startem sezonu PHL 2020/2021, ogłoszono, że w związku pozyskaniem sponsora w postaci przedsiębiorstwa Tauron Polska Energia drużyna będzie występować pod nazwą Tauron KH Podhale Nowy Targ. Na początku stycznia 2021 ogłoszono, że prezes Marcin Jurzec zrezygnował ze stanowiska. W połowie października 2021 trenerem bramkarzy został ogłoszony Marek Batkiewicz. Po dwóch sezonach pracy w Podhalu po sezonie 2021/2022 z klubu odszedł trener Husau. Pod koniec lipca 2022 nowym szkoleniowcem Podhala został ogłoszony Juraj Faith. 8 listopada 2022 ogłoszono jego odejście. 17 listopada 2022 jego następcą został ogłoszony ponownie Łotysz Aleksandrs Beļavskis.
26 lipca 2023 ogłoszono, że prezesem klubu została Natalia Charyasz. 24 sierpnia 2023 ogłoszono nową nazwę marketingową zespołu, PZU Podhale Nowy Targ. Latem 2023 asystentem w szabie PZU Podhale ponownie został Rafał Sroka. Na początku sezonu 15 września 2023 ogłoszono zwolnienie Beļavskis. 6 października 2023 podano, że opróżnioną posadę obejmie Fin Sami Hirvonen. Odszedł on po sezonie 2023/2024. 
W kwietniu 2024 nowym szkoleniowcem został Kanadyjczyk Dave Allison, który odszedł z posady na początku września 2024 tuż przed startem nowego sezonu. Wówczas jego następcą został dotychczasowy asystent Dariusz Gruszka (formalnie jako I trener widniał posiadający odpowiednie uprawnienai formalne Marek Batkiewicz), który zrezygnował na koniec września 2024. Następnie obowiązki przejął już faktycznie Marek Batkiewicz.
W maju 2025 zarząd MMKS Podhale wydał komunikat, w który wykluczono udział drużyny Podhala Nowy Targ w sezonie PHL 2025/2026.

## Sukcesy
Podhale Nowy Targ jest najbardziej utytułowanym klubem hokejowym w Polsce. Drużyna zdobyła najwięcej tytułów mistrzowskich.
- Złoty medal mistrzostw Polski (19 razy): 1966, 1969, 1971, 1972, 1973, 1974, 1975, 1976, 1977, 1978, 1979, 1987, 1993, 1994, 1995, 1996, 1997, 2007, 2010
- Srebrny medal mistrzostw Polski (11 razy): 1963, 1964, 1970, 1980, 1981, 1982, 1986, 1990, 1998, 2000, 2004
- Brązowy medal mistrzostw Polski (16 razy): 1958, 1960, 1961, 1962, 1968, 1984, 1985, 1989, 1991, 1992, 1999, 2006, 2008, 2009, 2015, 2016, 2018
- Puchar „Sportu” i PZHL (3 razy): 1985, 1986, 1987
- Finał Pucharu „Sportu” i PZHL (1 raz): 1982, 1988
- Puchar Polski (2 razy): 2003, 2004
- Finał Pucharu Polski (4 razy): 2000, 2005, 2015, 2018
- Mistrzostwo Interligi (1 raz): 2004
- Pretendent meczu o Superpuchar Polski (1 raz): 2016

## Szkoleniowcy

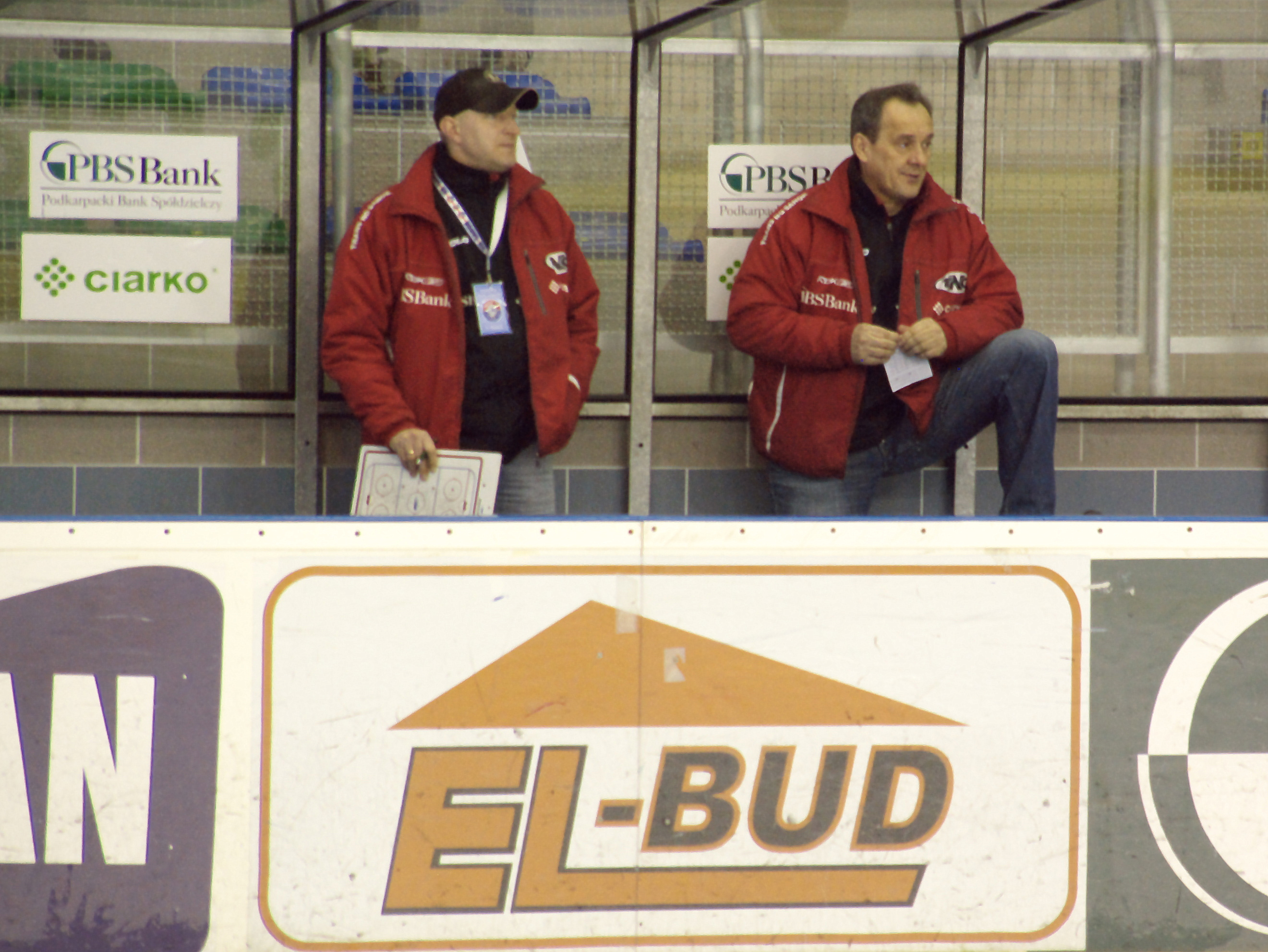
Marek Ziętara i Milan Jančuška – byli szkoleniowcy Podhala

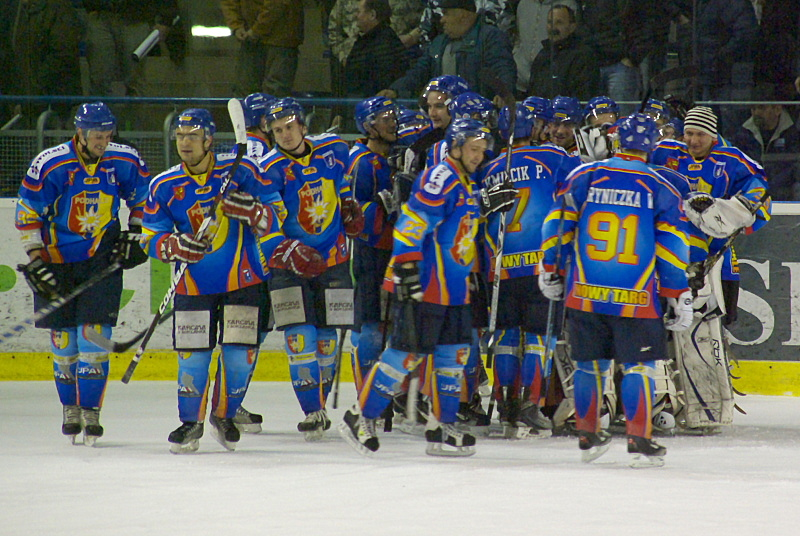
Hokeiści MMKS Podhale (2011)

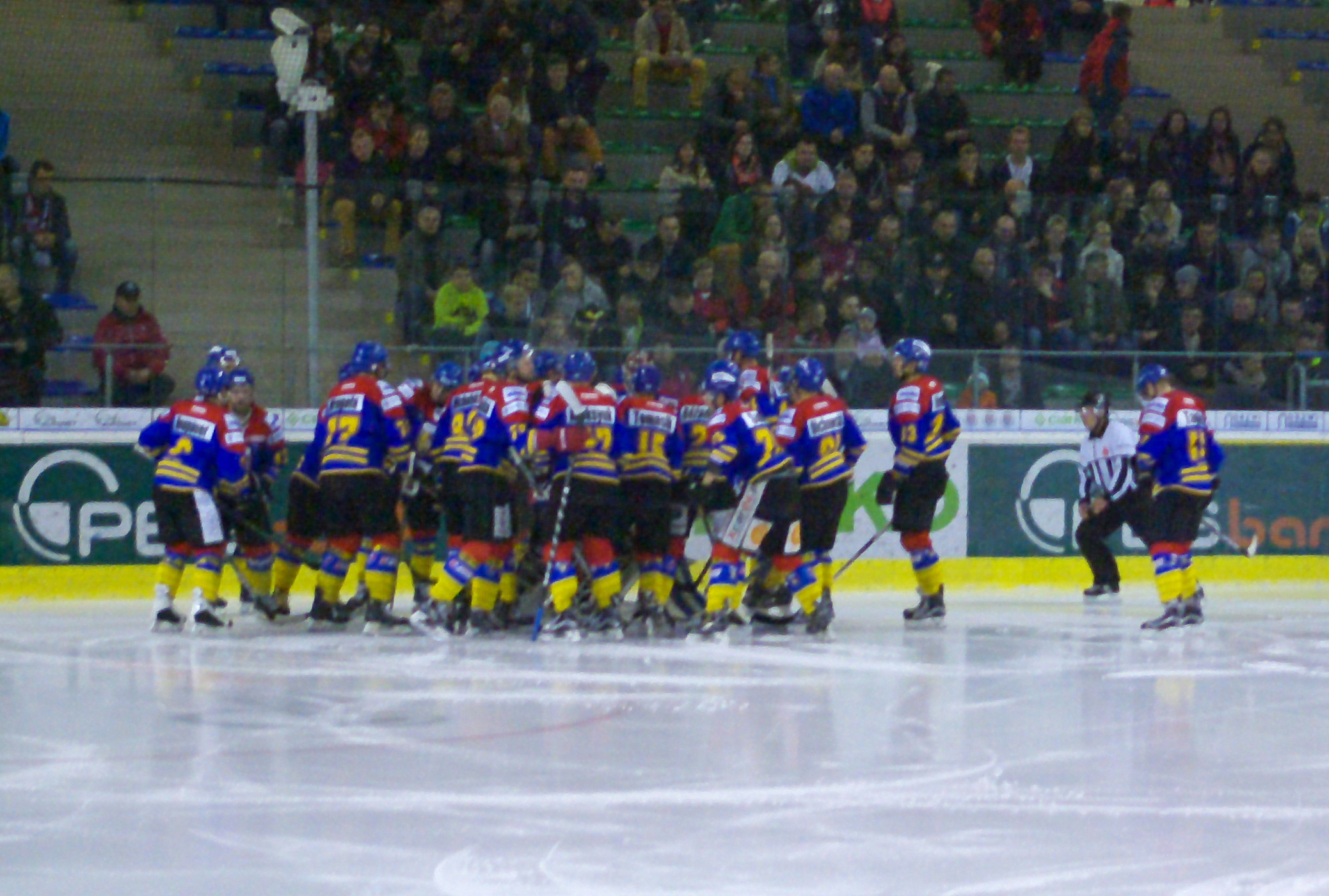
Hokeiści TatrySki Podhale Nowy Targ (2015)

W przeszłości trenerami Podhala byli: Jan Maciejko, Andrzej Wołkowski, Tadeusz Dolewski, Stefan Csorich, František Voříšek, Mieczysław Chmura, Václav Prchal, Kazimierz Bryniarski, Witalij Stain, Stanisław Fryźlewicz, Tadeusz Kramarz, Wiktor Pysz, Jan Kudasik, Czesław Borowicz, Walenty Ziętara, Franciszek Klocek, Mieczysław Jaskierski, Bronisław Samowicz, Tadeusz Bulas, Ēvalds Grabovskis, Aleksandr Pieriebiejnos, Tadeusz Kalata, Milan Skokan, Andrzej Słowakiewicz, Jacek Szopiński, Władimir Andriejew, Robert Szopiński, Stanisław Małkow, Zdislav Tabara, Ľubomír Roháčik, Dmitrij Miedwiediew, Milan Jančuška, Marek Ziętara, Witalij Semenczenko, Marek Rączka, Aleksandrs Beļavskis, Andriej Parfionow, Tomasz Valtonen.

## Kadra w sezonie2024/2025
Na podstawie materiału źródłowego:
| Bramkarze: - Paweł Bizub - Szymon Klimowski Obrońcy: - Daniel Bryniarski - Piotr Bury - Marcin Horzelski - Jakub Michalski - Robert Mrugała - Daniel Nykaza - Damian Tomasik - Dzmitryj Załamaj |  | Napastnicy: - Wiktor Bochnak - Krzysztof Jarczyk - Łukasz Kamiński - Bartłomiej Neupauer – kapitan - Iwan Sitnik - Adrian Słowakiewicz - Alexander Szczechura - Tomasz Szczerba - Filip Wielkiewicz - Krystian Wikar - Szczepan Żółtek |

## Statystyki
- Podhale Nowy Targ jest najbardziej utytułowanym Polskim klubem hokejowym. "Szarotki" w swej 90-letniej historii zdobyły łącznie 46 medali Mistrzostw Polski, w tym 19 złotych.
- Podhale Nowy Targ ma na swoim koncie największą liczbę zdobytych z rzędu tytułów Mistrza Polski (9 razy).
- Podhale Nowy Targ to jedyny klub w Polsce, w którym grał zdobywca Pucharu Stanleya, konkretnie Krzysztof Oliwa w sezonie 2004/05.
- Podhale Nowy Targ to pierwszy polski klub, w którym występował Mistrz Świata - był nim Siergiej Agiejkin[75] w sezonie 1991/92.
- Zawodnik Podhala Nowy Targ Marcin Kolusz jako drugi zawodnik w historii został wydraftowany z polskiego klubu (w roku 2003 z 157 miejsca)[76].
- W Drafcie NHL brał udział także inny wychowanek nowotarskiego klubu – Patryk Pysz (draftowany w 1993 roku z 102 miejsca z niemieckiego klubu Augsburger Panther).
- Wspomniany Marcin Kolusz w wieku 15 lat zadebiutował w Ekstralidze, co czyni go najmłodszym debiutantem w historii Podhala Nowy Targ.
- W Podhalu Nowy Targ grało dwóch hokeistów mających za sobą występy w NHL – Kanadyjczyk Jason LaFreniere i Krzysztof Oliwa (obydwaj w sezonie 2004/05).
- Podhale Nowy Targ miał w swoim składzie najmłodszego zawodnika w sezonie 2009/2010 PLH. Był nim wówczas 17-letni Damian Kapica.

## Inne informacje
Podhale i Stanisław Dziwisz

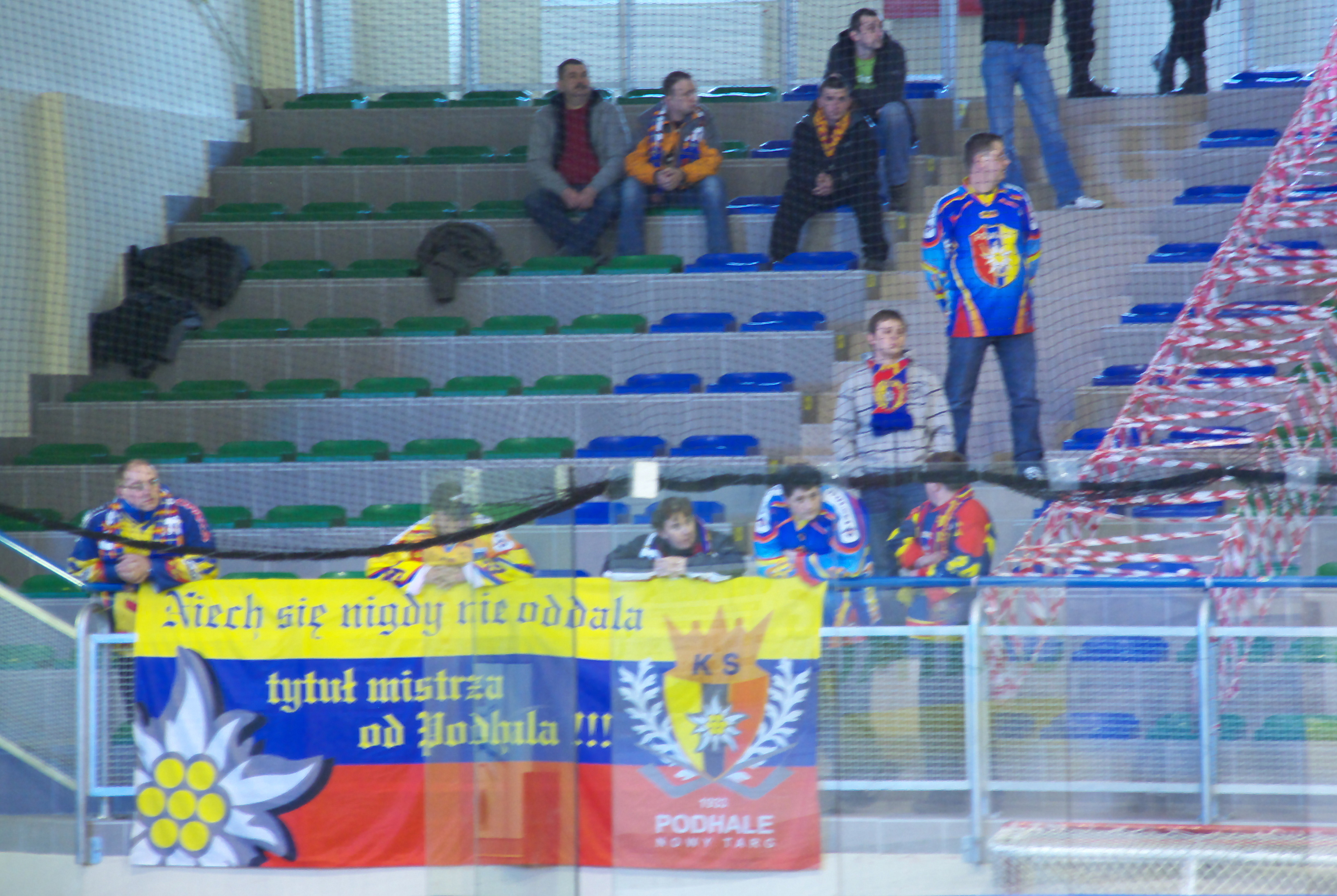
Kibice Podhala Nowy Targ podczas meczu w Sanoku (2011)

Jednym z najbardziej znanych kibiców Podhala Nowy Targ jest kardynał Stanisław Dziwisz, który jak sam mówi: "Wracam z wielką radością do swoich licealnych lat, kiedy mimo braku środków finansowych, przychodziłem tu kibicować".
Po zdobyciu Mistrzostwa Polski w 2007 roku "Górale" odwiedzili w Krakowie metropolitę krakowskiego, Stanisława Dziwisza. Podczas tego spotkania kardynał gratulował zawodnikom odniesionego sukcesu i powiedział:
"Będąc w Rzymie żyłem każdym meczem "Szarotek", szukałem gazet, by dowiedzieć się jaki wynik osiągnęło Podhale, które zajmuje miejsce w tabeli. To kibicowanie zostało we mnie".
Stanisław Dziwisz otrzymał od zespołu koszulkę Podhala Nowy Targ z numerem jeden i nazwiskiem metropolity na jej tylnej części, a kapitan zespołu Jarosław Różański zapewnił go, że dopóki będzie prowadził krakowski kościół, to oni nie oddadzą tytułu mistrza Polski. Kardynał z kolei podarował każdemu zawodnikowi i osobom towarzyszącym różańce.
Podhale w kulturze popularnej
Artur Andrus w swojej piosence "Beczka piwa" śpiewa o człowieku, który miał "dres z nadrukiem klubu HKS Podhale Nowy Targ".

## Łyżwiarstwo szybkie
Podhale Nowy Targ jest złotym medalistą drużynowych mistrzostw Polski w łyżwiarstwie szybkim mężczyzn z 1976, 1977.